# (13793) Laubernasconi
(13793) Laubernasconi (1998 VB4) – planetoida z pasa głównego asteroid okrążająca Słońce w ciągu 5,25 lat w średniej odległości 3,02 j.a. Odkryta 11 listopada 1998 roku.